# NXTLVL
NXTLVL (für „Next Level“) ist das achte Soloalbum des Frankfurter Rappers Azad. Es erschien am 21. Juli 2017 über sein eigenes Label Bozz Music als Standard- und Limited-Edition, inklusive Bonus-EP und Instrumentals.

## Produktion
Das Album wurde von den Musikproduzenten Ambezza, AriBeatz, Bazafem, Dennis Kör, HNDRC, Jumpa, Lucry, Nico Chiara, Nikk3k, Nowak, OC, PressPlay, Beataura, Sti und X-plosive produziert.

## Covergestaltung
Das Albumcover ist in Schwarz-weiß gehalten und zeigt Azad von der Seite. Er steht in einer Rauchwolke, trägt eine Sonnenbrille und hält die Hände vor seinen Körper. Der Hintergrund ist schwarz gehalten und im Vordergrund befinden sich die Buchstaben NXTLVL in Beige.

## Gastbeiträge
Auf neun Liedern des Albums sind neben Azad andere Künstler vertreten. So ist der Sänger Calo an den Songs Nach vorn, Connor McGregor und Sin City beteiligt, wobei auf Letzterem ebenfalls der Rapper Gzuz zu hören ist. Der Sänger Skarra Mucci tritt auf dem Track Loco in Erscheinung und das Stück Eigener Bozz ist eine Kollaboration mit den Rappern Bonez MC und RAF Camora. Der Frankfurter Rapper Jeyz hat einen Gastauftritt bei 439 in dein Hirn, während Azad auf Gebe mein Leben mit den Musikern Animus und Gosby zusammenarbeitet. Außerdem hat der Rapper Manuellsen einen Gastbeitrag auf Für deine Augen, und Kool Savas ist auf Endgegner vertreten.
Auf der Bonus-EP sind zudem Jeyz und Toon (Frag nicht warum) sowie Kool Savas (Endgegner Remix) zu hören.

## Titelliste
| #  | Titel            | Gastmusiker          | Produktion           | Länge |
| -- | ---------------- | -------------------- | -------------------- | ----- |
| 1  | Nach vorn        | Calo                 | AriBeatz             | 4:18  |
| 2  | In der Hood      |                      | AriBeatz, Dennis Kör | 3:06  |
| 3  | Gebe mein Leben  | Animus, Gosby        | AriBeatz             | 4:01  |
| 4  | No Limit         |                      | Lucry                | 3:09  |
| 5  | Loco             | Skarra Mucci         | PressPlay            | 3:30  |
| 6  | Eigener Bozz     | Bonez MC, RAF Camora | Beataura             | 3:18  |
| 7  | Conor McGregor   | Calo                 | Azad, PressPlay      | 3:44  |
| 8  | Wolfsblut        |                      | OC                   | 3:36  |
| 9  | Heisenberg       |                      | PressPlay            | 3:13  |
| 10 | 439 in dein Hirn | Jeyz                 | AriBeatz             | 4:28  |
| 11 | Sin City         | Gzuz, Calo           | Ambezza, PressPlay   | 3:49  |
| 12 | MIDL             |                      | Bazafem, PressPlay   | 2:41  |
| 13 | Für deine Augen  | Manuellsen           | Lucry                | 3:37  |
| 14 | DSSAM            |                      | Bazafem, PressPlay   | 3:08  |
| 15 | ¥€$              |                      | Jumpa, Nico Chiara   | 3:33  |
| 16 | Endgegner        | Kool Savas           | Sti                  | 2:08  |

Bonus-EP der Limited-Edition:
| # | Titel            | Gastmusiker | Produktion             | Länge |
| - | ---------------- | ----------- | ---------------------- | ----- |
| 1 | Zahltag          |             | X-plosive              | 3:17  |
| 2 | Damage Ya        |             | X-Plosive              | 3:24  |
| 3 | Frag nicht warum | Jeyz, Toon  | HNDRC, Jumpa, Nikki 3k | 4:03  |
| 4 | IVNDS            |             | Lucry                  | 3:42  |
| 5 | Kugelhagel       |             | PressPlay              | 3:25  |
| 6 | Endgegner Remix  | Kool Savas  | Nowak                  | 2:39  |

+ Instrumentals

## Chartplatzierungen und Singles
NXTLVL stieg am 28. Juli 2017 auf Platz 3 in die deutschen Charts ein und konnte sich sechs Wochen in den Top 100 halten.
Am 12. Mai 2017 wurde der Song Endgegner als erste Single veröffentlicht. Die zweite Auskopplung Nach vorn folgte am 2. Juni und Am 18. Juni 2017 erschien die dritte Single In der Hood. Am 7. Juli 2017 wurde das Lied No Limit veröffentlicht. Zu den vier Songs wurden auch Musikvideos gedreht. Am 20. bzw. 31. Juli 2017 erschienen zudem Videos zu Conor McGregor und 439 in dein Hirn.

## Rezeption
| Professionelle Bewertungen | Professionelle Bewertungen |
| -------------------------- | -------------------------- |
| Kritiken                   |                            |
| Quelle                     | Bewertung                  |
| laut.de                    | [ 4 ]                      |

Robin Schmidt von laut.de bewertete NXTLVL mit drei von möglichen fünf Punkten. Inhaltlich bleibe Azad zwar seinem Straßenrap treu, aber der neue Trap-Sound überrasche. Die musikalischen Produktionen seien „lebendig und melodisch“, jedoch würde „keiner der Tracks so wirklich herausstechen“.
Alexander Barbian von rap.de bewertete das Album positiv. Azad experimentiere auf NXTLVL „gewagter denn je mit neuen Sounds“ und orientiere sich an aktuellen Trap-Trends mit Auto-Tune. Dabei bleibe er sich inhaltlich treu und überzeuge durch „seine angenehm dominante Stimme“ und den Flow.
Lukas Maier von MZEE bewertete NXTLVL ebenfalls positiv. Er schrieb, dass Azad „ein Level vorgegeben hat, an dem sich viele andere Künstler wohl erst einmal orientieren müssen.“ Er lobte neben dem Soundbild des Werks auch die textlichen Inhalte und Gastbeiträge. Es handele sich um eine „äußerst gut gelungene Symbiose aus düsteren, authentischen Straßengeschichten und modernem Soundbild – die perfekte Hintergrundmusik für Eskalationen im Club oder Kämpfe im Ring.“